# 엘모
엘모(Elmo)는 어린이 TV 쇼 세서미 스트리트(Sesame Street)에 등장하는 빨간 머펫 캐릭터이다. 높은 가성으로 말하고 자주 자신을 3인칭으로 지칭하는 털복숭이 붉은 괴물인 그는 세서미 스트리트에서 마지막 5분짜리 세그먼트(2017년 15분 전)인 "엘모스 월드"(Elmo's World)를 진행한다. 유아를 대상으로 한다. 그는 케빈 클래시에 의해 가장 자주 인형극을 받았지만 2012년 후반에 사임한 이후 라이언 딜런(Ryan Dillon)이 인형극을 이어받았다.